# Amerikaanse auto in 1996
Dit artikel geeft een overzicht van alle Amerikaanse en Australische personenwagens die op de markt kwamen in 1996. De auto's staan alfabetisch gerangschikt per merk.

## Noord-Amerika
| Acura |                  | concern:               | Honda Japan |
| Acura | divisie:         |                        |             |
| Acura | merk:            | Acura Verenigde Staten |             |
| Acura | model:           | SLX suv                |             |
| Acura | einde productie: | 1997                   |             |
| Acura | productieaantal: | ?                      |             |

| Acura |                  | concern:               | Honda Japan |
| Acura | divisie:         |                        |             |
| Acura | merk:            | Acura Verenigde Staten |             |
| Acura | model:           | EL sedan               |             |
| Acura | einde productie: | 2001                   |             |
| Acura | productieaantal: | ?                      |             |

| Acura |                  | concern:               | Honda Japan |
| Acura | divisie:         |                        |             |
| Acura | merk:            | Acura Verenigde Staten |             |
| Acura | model:           | RL sedan               |             |
| Acura | einde productie: | 2004                   |             |
| Acura | productieaantal: | ?                      |             |

| Acura |                  | concern:               | Honda Japan |
| Acura | divisie:         |                        |             |
| Acura | merk:            | Acura Verenigde Staten |             |
| Acura | model:           | TL sedan               |             |
| Acura | einde productie: | 1998                   |             |
| Acura | productieaantal: | ?                      |             |

| Buick |                  | concern:               | General Motors Verenigde Staten |
| Buick | divisie:         |                        |                                 |
| Buick | merk:            | Buick Verenigde Staten |                                 |
| Buick | model:           | Century                |                                 |
| Buick | einde productie: | 2005                   |                                 |
| Buick | productieaantal: | ?                      |                                 |

| Buick |                  | concern:               | General Motors Verenigde Staten |
| Buick | divisie:         |                        |                                 |
| Buick | merk:            | Buick Verenigde Staten |                                 |
| Buick | model:           | Park Avenue            |                                 |
| Buick | einde productie: | 2005                   |                                 |
| Buick | productieaantal: | ?                      |                                 |

| Cadillac |                  | concern:                             | General Motors Verenigde Staten |
| Cadillac | divisie:         |                                      |                                 |
| Cadillac | merk:            | Cadillac Verenigde Staten            |                                 |
| Cadillac | model:           | Catera (badge-engineered Opel Omega) |                                 |
| Cadillac | einde productie: | 2001                                 |                                 |
| Cadillac | productieaantal: | ca. 95.000                           |                                 |

| Chevrolet |                  | concern:                   | General Motors Verenigde Staten |
| Chevrolet | divisie:         |                            |                                 |
| Chevrolet | merk:            | Chevrolet Verenigde Staten |                                 |
| Chevrolet | model:           | Astro Van                  |                                 |
| Chevrolet | einde productie: | 2001                       |                                 |
| Chevrolet | productieaantal: | ?                          |                                 |

| Chevrolet |                  | concern:                   | General Motors Verenigde Staten |
| Chevrolet | divisie:         |                            |                                 |
| Chevrolet | merk:            | Chevrolet Verenigde Staten |                                 |
| Chevrolet | model:           | Beretta                    |                                 |
| Chevrolet | einde productie: | 1998                       |                                 |
| Chevrolet | productieaantal: | ?                          |                                 |

| Chevrolet GMC |                  | concern: | General Motors Verenigde Staten |
| Chevrolet GMC | divisie:         | |                                 |
| Chevrolet GMC | merk:            | Chevrolet en GMC Verenigde Staten |                                 |
| Chevrolet GMC | model:           | Express minibus (Chevrolet; de bestelwagenvariant heette initieel Van en vanaf 1999 Cargo Van) Savana (badge-engineered versie van GMC) |                                 |
| Chevrolet GMC | einde productie: | ? |                                 |
| Chevrolet GMC | productieaantal: | ? |                                 |

| Chevrolet |                  | concern:                   | General Motors Verenigde Staten |
| Chevrolet | divisie:         |                            |                                 |
| Chevrolet | merk:            | Chevrolet Verenigde Staten |                                 |
| Chevrolet | model:           | LUV (T-series)             |                                 |
| Chevrolet | einde productie: | 2002                       |                                 |
| Chevrolet | productieaantal: | ?                          |                                 |

| Chevrolet |                  | concern:                                                                                  | General Motors Verenigde Staten |
| Chevrolet | divisie:         |                                                                                           |                                 |
| Chevrolet | merk:            | Chevrolet Verenigde Staten                                                                |                                 |
| Chevrolet | model:           | Malibu (5e generatie)                                                                     |                                 |
| Chevrolet | einde productie: | 2003 (tot 2005 verder geproduceerd als Chevrolet Classic en enkel aan bedrijven verkocht) |                                 |
| Chevrolet | productieaantal: | ?                                                                                         |                                 |

| Chevrolet |                  | concern:                   | General Motors Verenigde Staten |
| Chevrolet | divisie:         |                            |                                 |
| Chevrolet | merk:            | Chevrolet Verenigde Staten |                                 |
| Chevrolet | model:           | S-10                       |                                 |
| Chevrolet | einde productie: | 1998                       |                                 |
| Chevrolet | productieaantal: | ?                          |                                 |

| Chrysler |                  | concern: | Chrysler Corporation Verenigde Staten |
| Chrysler | divisie:         | |                                       |
| Chrysler | merk:            | Chrysler Verenigde Staten                                                                                             |                                       |
| Chrysler | model:           | Sebring cabriolet (1e generatie; gebaseerd op de Cirrus en niet op de coupé uit 1995; in Europa verkocht als Stratus) |                                       |
| Chrysler | einde productie: | 2000 |                                       |
| Chrysler | productieaantal: | 248.077 |                                       |

| Dodge |                  | concern:                                                                                 | Chrysler Corporation Verenigde Staten |
| Dodge | divisie:         |                                                                                          |                                       |
| Dodge | merk:            | Dodge Verenigde Staten                                                                   |                                       |
| Dodge | model:           | Dakota tweedeurpick-up (2e generatie; de verlengde Club Cab had een achterbank)          |                                       |
| Dodge | einde productie: | 2004                                                                                     |                                       |
| Dodge | productieaantal: | ca. 1,1 miljoen (verkocht in de Verenigde Staten; inclusief de vierdeurvariant uit 2000) |                                       |

| Dodge |                  | concern:                                                                                      | Chrysler Corporation Verenigde Staten |
| Dodge | divisie:         |                                                                                               |                                       |
| Dodge | merk:            | Dodge Verenigde Staten                                                                        |                                       |
| Dodge | model:           | Viper RT/10 roadster / GTS coupé (SR II; 2e generatie; in Europa als Chrysler Viper verkocht) |                                       |
| Dodge | einde productie: | 2002                                                                                          |                                       |
| Dodge | productieaantal: | 10.422                                                                                        |                                       |

| Eagle |                  | concern:               | Chrysler Verenigde Staten |
| Eagle | divisie:         |                        |                           |
| Eagle | merk:            | Eagle Verenigde Staten |                           |
| Eagle | model:           | Vision                 |                           |
| Eagle | einde productie: | 1997                   |                           |
| Eagle | productieaantal: | ?                      |                           |

| Ford |                  | concern:              | onafhankelijk |
| Ford | divisie:         |                       |               |
| Ford | merk:            | Ford Verenigde Staten |               |
| Ford | model:           | Escort                |               |
| Ford | einde productie: | 2000                  |               |
| Ford | productieaantal: | ?                     |               |

| Ford |                  | concern:                  | onafhankelijk |
| Ford | divisie:         |                           |               |
| Ford | merk:            | Ford Verenigde Staten     |               |
| Ford | model:           | Expedition (1e generatie) |               |
| Ford | einde productie: | 2002                      |               |
| Ford | productieaantal: | ?                         |               |

| Ford |                  | concern: | onafhankelijk |
| Ford | divisie:         | |               |
| Ford | merk:            | Ford Verenigde Staten |               |
| Ford | model:           | F-Series F-150 tweedeur gewone cabine / verlengde cabine / vierdeur verlengde cabine (10e generatie; de F-250 light duty verscheen een jaar later en bleef twee jaar in productie, tot de nieuwe Super Duty-reeks verscheen) |               |
| Ford | einde productie: | 2004 |               |
| Ford | productieaantal: | ? |               |

| Hennessey |                  | concern:                                                        | onafhankelijk |
| Hennessey | divisie:         |                                                                 |               |
| Hennessey | merk:            | Hennessey Verenigde Staten                                      |               |
| Hennessey | model:           | Venom 650R coupé-sportwagen (omgebouwde krachtiger Dodge Viper) |               |
| Hennessey | einde productie: | ca. 2017                                                        |               |
| Hennessey | productieaantal: | ?                                                               |               |

| Jeep |                  | concern: | Chrysler Corporation Verenigde Staten |
| Jeep | divisie:         | |                                       |
| Jeep | merk:            | Jeep Verenigde Staten |                                       |
| Jeep | model:           | Wrangler offroad-tweedeur suv / cabriolet (TJ; 2e generatie; in 2004 verscheen de TL-versie met 25 cm verlengde wielbasis) |                                       |
| Jeep | einde productie: | 2006 |                                       |
| Jeep | productieaantal: | ruim 950.000 |                                       |

| Mercury |                  | concern: | Ford Motor Company Verenigde Staten |
| Mercury | divisie:         | |                                     |
| Mercury | merk:            | Mercury Verenigde Staten                                                                                               |                                     |
| Mercury | model:           | Mountaineer vijfdeur-suv (1e generatie; badge-engineered luxueuzer variant van de 2e generatie Ford Explorer uit 1995) |                                     |
| Mercury | einde productie: | 2001 |                                     |
| Mercury | productieaantal: | ruim 200.000 (verkocht in de Verenigde Staten)                                                                         |                                     |

| Mercury |                  | concern:                 | Ford Motor Company Verenigde Staten |
| Mercury | divisie:         |                          |                                     |
| Mercury | merk:            | Mercury Verenigde Staten |                                     |
| Mercury | model:           | Sable                    |                                     |
| Mercury | einde productie: | 1999                     |                                     |
| Mercury | productieaantal: | ?                        |                                     |

| Oldsmobile |                  | concern:                    | General Motors Verenigde Staten |
| Oldsmobile | divisie:         |                             |                                 |
| Oldsmobile | merk:            | Oldsmobile Verenigde Staten |                                 |
| Oldsmobile | model:           | Cutlass                     |                                 |
| Oldsmobile | einde productie: | 2000                        |                                 |
| Oldsmobile | productieaantal: | ?                           |                                 |

| Oldsmobile |                  | concern:                    | General Motors Verenigde Staten |
| Oldsmobile | divisie:         |                             |                                 |
| Oldsmobile | merk:            | Oldsmobile Verenigde Staten |                                 |
| Oldsmobile | model:           | SS                          |                                 |
| Oldsmobile | einde productie: | 2000                        |                                 |
| Oldsmobile | productieaantal: | ?                           |                                 |

| Panoz |                  | concern:                                                               | onafhankelijk |
| Panoz | divisie:         |                                                                        |               |
| Panoz | merk:            | Panoz Verenigde Staten                                                 |               |
| Panoz | model:           | AIV Roadster retro-roadster (2e generatie; gebaseerd op de TMC Costin) |               |
| Panoz | einde productie: | 1999                                                                   |               |
| Panoz | productieaantal: | 176                                                                    |               |

| Vector |                  | concern:                    | Megatech Indonesië |
| Vector | divisie:         |                             |                    |
| Vector | merk:            | Vector Verenigde Staten     |                    |
| Vector | model:           | M12                         |                    |
| Vector | einde productie: | 1999                        |                    |
| Vector | productieaantal: | 17 (inclusief 3 prototypes) |                    |

## Latijns-Amerika
| Chevrolet |                  | concern:                                              | General Motors Verenigde Staten |
| Chevrolet | divisie:         | General Motors do Brasil Brazilië                     |                                 |
| Chevrolet | merk:            | Chevrolet Verenigde Staten                            |                                 |
| Chevrolet | model:           | Vectra (2e generatie; badge-engineered Opel Vectra B) |                                 |
| Chevrolet | einde productie: | 2005                                                  |                                 |
| Chevrolet | productieaantal: | ?                                                     |                                 |

| FIAT |                  | concern:                  | onafhankelijk |
| FIAT | divisie:         | FIAT Argentina Argentinië |               |
| FIAT | merk:            | FIAT Italië               |               |
| FIAT | model:           | Duna sedan / Weekend      |               |
| FIAT | einde productie: | 2001                      |               |
| FIAT | productieaantal: | ?                         |               |

## Australië
| Holden |                  | concern:                                                                   | General Motors Verenigde Staten |
| Holden | divisie:         |                                                                            |                                 |
| Holden | merk:            | Holden Australië                                                           |                                 |
| Holden | model:           | Combo bestelwagen (1e generatie; badge-engineered 2e generatie Opel Combo) |                                 |
| Holden | einde productie: | ca. 2002                                                                   |                                 |
| Holden | productieaantal: | ?                                                                          |                                 |